# Louis Boullenois
Louis Boullenois, né le 14 septembre 1680 à Paris où il est mort le 23 décembre 1762, est un jurisconsulte français.
Précurseur du droit international privé au XVIIIe siècle, ses travaux ont surtout porté sur les conflits de coutumes.

## Biographie

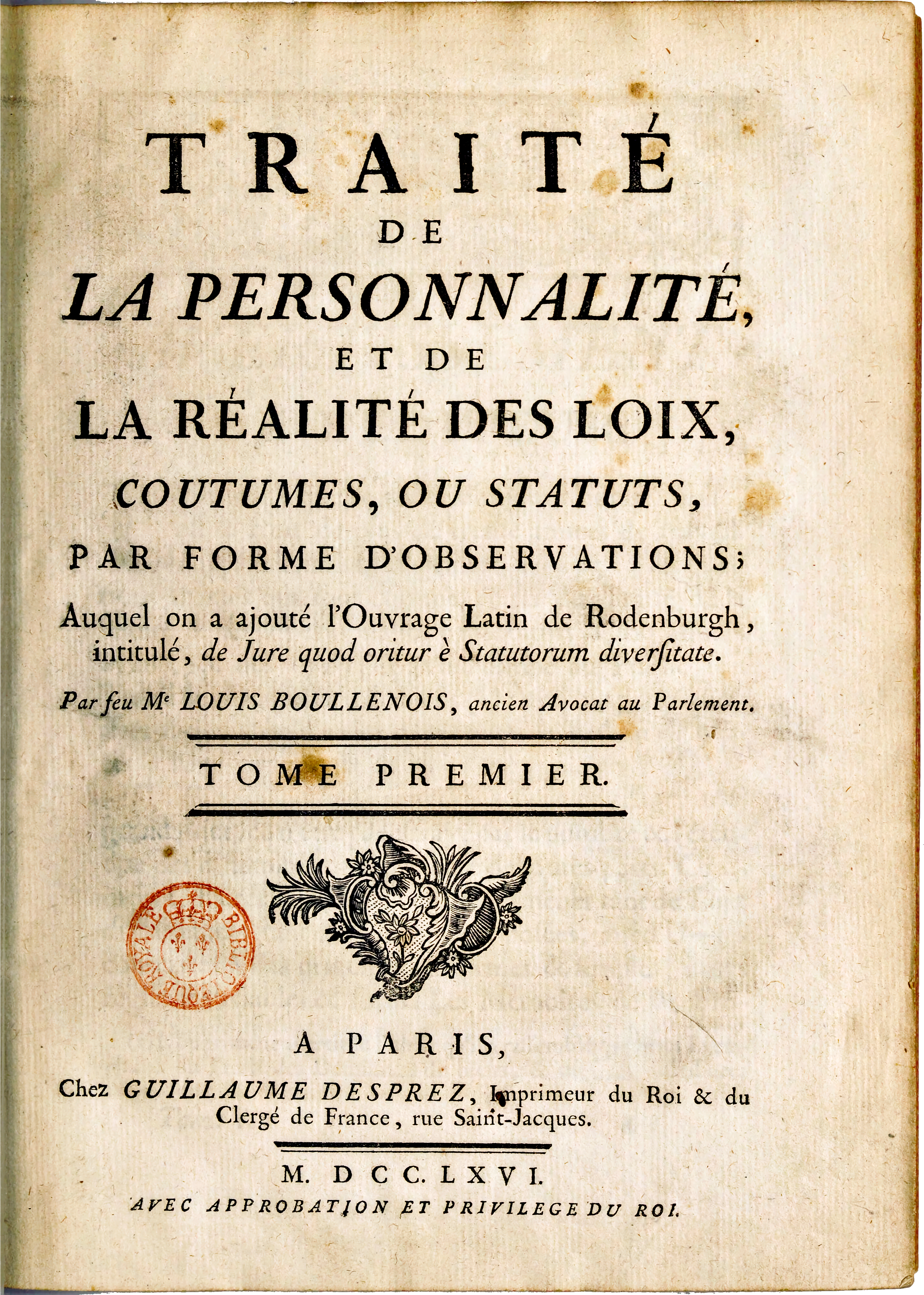
Traité de la personnalité et de la réalité des loix, coutumes ou statuts de Boullenois, 1766.

Boullenois a eu pour précepteur Nicolas Magniez, auteur du dictionnaire latin, connu sous le nom de Novitius. Sous sa direction, il a fait de bonnes études au collège de Louis-le-Grand. Trompé sur sa vocation, il entre d’abord au séminaire Saint-Magloire mais, bientôt se sentant peu de dispositions pour l’état ecclésiastique, il, étudie le droit et se fit recevoir avocat au parlement.
Pendant près de soixante ans il a exercé cette profession. Versé dans les profondeurs du droit, il avait l’art de les rendre accessibles à l’intelligence commune. Son grand œuvre est le Traité de la personnalité et de la réalité des lois, coutumes ou statuts, réédition entièrement refondue des Dissertations sur les questions qui naissent de la contrariété des lois et des coutumes de 1732, auxquelles il avait travaillé pendant trente années. Cette publication a été soignée et dirigée par Le Roi, avocat au parlement.
À une époque où la diversité des lois et des coutumes rendait très difficile la solution de toutes les questions se rattachant à l’état des personnes et des biens régis par des statuts différents, Boullenois a exprimé le vœu qu’une loi uniforme donne à tous la même existence civile. Quoique les matières dont il traite soient les plus embrouillées de l’ancien droit, il a su y répandre une telle clarté, qu’il n’existe peut-être pas de livre de jurisprudence ancienne, à l’exception de ceux de Pothier, où la discussion soit plus lumineuse et plus nette, aussi le barreau l’a-t-il accueilli avec la faveur que méritait l’importance du sujet.
Boullenois avait traduit et commenté une dissertation du juriste des Provinces-Unies Christian Rodenburg, de Jure quod oritur e statutorum diversitate. L’éditeur a fait imprimer cette traduction et le texte latin avec le Traité de la réalité et de la personnalité des lois, en y joignant un abrégé de la vie de l’auteur, par son fils, Boullenois de Villeneuve.
Ses vertus étaient égales à ses lumières. Son désintéressement et la simplicité de sa vie, inchangés par les dons de la fortune, étaient particulièrement estimés. Au commencement de sa carrière, il avait reçu quelques services d’une personne qui, tombée par la suite dans le malheur, avait été obligée de mettre sa bibliothèque en vente, pour subsister : après l’avoir achetée au prix de l’estimation et l’avoir payée comptant, Boullenois, lorsqu’il a été question de transporter les livres chez lui, il n’a pas voulu les recevoir. « En vous obligeant, dit-il à son ami, je n’ai pas prétendu vous ôter la seule satisfaction qui vous reste. Votre bibliothèque m’appartient ; conservez-en l’usage, pour l’amour de moi. »
Ayant perdu sa femme, avec laquelle il avait vécu dans une parfaite union, il lui a consacré un monument dans le chœur de l’église des Carmes et composé une épitaphe en vers latins, Jam cinis unus erit, quod fuit una caro., dans laquelle il exprimait le vœu d’être inhumé dans le même tombeau. Ses deux fils ont rempli, en ce point, ses dernières volontés en faisant élever aux auteurs de leurs jours un magnifique mausolée dont les figures et les ornements ont été sculptés à Rome, par le statuaire François-Marie Poncet, bien que le faste en ait généralement été blâmé. Les Mémoires secrets pour servir à l’histoire de la république des lettres, t. 32, p. 271 en donnent la description.

## Publications
- Questions sur les démissions de biens : avec deux dissertations, l'une… sur les statuts personnels, réels et mixtes, l'autre… sur les impenses et améliorations, Paris, G.-F. Quillau, 1727, 313 p. et table, in-8º (OCLC 21538934, lire en ligne sur Gallica).
- Dissertations sur des questions qui naissent de la contrariété des loix et des coutumes, Paris, Mesnier, 1732, xlviii-546-24 p., in-4º (OCLC 11389937, lire en ligne sur Gallica).
- Traité de la personnalité et de la réalité des lois, coutumes ou statuts, par formes d'observations : auquel on a ajouté l'ouvrage latin de Rodenburg, intitulé "De jure quod oritur e statutorum diversitate", t. 1, Paris, G. Desprez, 1766, xxiv-xxxvii-[3]-896-[2], [6]-596-[4]-102-[2] p., 2 vol. ; in-4º (OCLC 1143080240, lire en ligne sur Gallica), t. 2 sur Gallica.